# 埃雷斯曼联络
微分几何中，埃雷斯曼联络（Ehresmann connection）是应用于任意纤维丛的联络概念的一个版本。
特别的是，它可以是非线性的，因为一般的纤维丛上没有合适的线性的概念。 
它适用于主丛这一类特殊的纤维丛，通过联络形式表述，在这种情况联络至少是在一个李群的作用下等变。
埃雷斯曼联络以法国数学家夏尔·埃雷斯曼命名。

## 简介
微分几何中经典的协变导数是一个线性微分算子，它以协变的方式取向量丛中截面的方向导数，也能用來闡述在
在特定向量方向上叢中截面為平行的概念：截面s沿着向量V平行，如果∇Vs = 0。所以一个协变导数提供了两个觀念：微分算子以及各个方向上的平行。埃雷斯曼联络完全放弃了微分算子，并用截面在各个方向平行的含义来公理化一个联络。精确一点讲，埃雷斯曼联络將纤维丛中的切丛的某些子空间指定为「水平空间」。如果 ds(V )处于水平空间中，則截面 s 是在 V 方向上是水平的（也即平行的）。在这里，我们把 s 視为从底空间 M 映射到向量丛 E 的函数 s : M → E ，且 ds : TM → s*TE 是向量的前推。水平空间组成 TE 的一个子向量丛。
如此一來直接的好处是它可以用于比向量丛一般得多的场合。特别是，它对于一般的纤维丛都是有定义的。而且，很多协变导数的特色得到了保留：平行移动，曲率和和樂。
然而此定義除了线性之外還失去了协变性。在经典协变导数中，协变性乃是導數的后验特性。在构造過程中，要先指定「非协变」克氏记号的变换法则，才能給出符合协变的导数。對埃雷斯曼联络而言，可藉由引入作用在纤维丛裡纤维上的李群，来强加一个推广的协变原则。恰当的条件就是要求水平空间在某种意义下对应于群作用等变。
埃雷斯曼联络的点睛之笔是它可以表達为一个微分形式，和联络形式的情況類似。若一个群作用在纤维上，并且联络等变，则该形式也是等变的。而且，该联络形式也允許用曲率形式來定義曲率。

## 纤维丛上的埃雷斯曼联络
令π : E → M为纤维丛。E上的埃雷斯曼联络由如下数据组成：
1. 对于每一点x ∈ E，给定E在x点的切空间向量子空间 Hx ⊂ TxE。Hx称为x点的水平空间。
2. 随着x的变化，Hx必须定义出一个E的切丛的光滑子丛。（特别是，H必须有常数维度。）
3. 令V = ker(dπ : TE → TM)为由所有沿着E的纤维方向的切向量组成的铅直丛。则Hx ∩ Vx = {0} 对于x ∈ E成立。
4. 任何E的切向量必须可以分解为水平和铅直分量:  TE = H + V。（特别是，根据上面第3条，这是一个直和分解。）

用更加看似深奥的术语来讲，满足属性1－4的这样的一个对水平空间的设定，精确地对应于给定一个射丛 JE → E的光滑截面。
等价的有，令Φ为到铅直丛V的投影。这可以由上述TE到水平和铅直分量的直和分解得到。则Φ满足：
1. Φ2 = Φ
2. Φ : TE → V是一个丛的满射。

反过来，若Φ是满足1和2的向量丛映射，则H = ker Φ定义了上述的一个埃雷斯曼联络的结构。

### 曲率
令Φ为一埃雷斯曼联络。则Φ的曲率为
{\displaystyle R={\frac {1}{2}}[\Phi ,\Phi ]}
其中[-,-]表示Φ ∈ Ω1(E,TE)和它自己的Frölicher-Nijenhuis括号。这样R ∈ Ω2(E,TE)就是一个E上取值在TE中的2－形式，定义为
{\displaystyle R(X,Y)=\Phi \left([(Id-\Phi )X,(Id-\Phi )Y]\right)},
或者说
{\displaystyle R(X,Y)=[X_{H},Y_{H}]_{V}},
其中X = XH + XV代表到H和V分量的分解。从上式可以看出，曲率为0当且仅当水平子丛是弗罗贝尼乌斯可积的。这样，曲率是否为0就是水平子丛能否构成纤维丛E → M的横截面的可积性条件。
一个埃雷斯曼的曲率也满足比安基恒等式（Bianchi identity）的一个扩展版本：
{\displaystyle [\Phi ,R]=0}
其中[-,-]仍然是Φ ∈ Ω1(E,TE)和R ∈ Ω2(E,TE)的Frölicher-Nijenhuis括号。

### 水平提升
埃雷斯曼联络也给出了将曲线从基流形 M 提升到纤维丛 E 的总空间并且使得曲线得切向量为水平向量的方式。这些水平提升是其它版本的联络表述中的平行移动的直接对应。
精确来讲，设 γ(t) 为 M 中穿过点 P = γ(0) 的光滑曲线。令 e ∈ EP 为 P 上的纤维中的一点。γ 穿过 e 的一个提升就是一条曲线 {\displaystyle {\tilde {\gamma }}(t)}，它位于 E 中，并满足
{\displaystyle {\tilde {\gamma }}(0)=e}，与 {\displaystyle \pi ({\tilde {\gamma }}(t))=\gamma (t).}
提升是水平的，当曲线的每个切向量位于 TE 的水平子丛中：
{\displaystyle {\tilde {\gamma }}'(t)\in H_{\gamma (t)}.}
对π和Φ利用秩-零化度定理可以证明每个向量v ∈ TPM有唯一的水平提升{\displaystyle {\tilde {v}}\in T_{e}E}。特别是，γ的切向量场在拉回丛 γ-1E的总空间上产生一个水平向量场。利用皮卡定理，这个向量场是可积的。这样，对于每个曲线γ和γ(0)的纤维上的一点e，对于足够小的时间t总是存在唯一的穿过e的γ的水平提升。

### 完备性
埃雷斯曼联络允许曲线有局部水平提升。对于一个完备埃雷斯曼联络，曲线可以在整个定义域上水平提升。

### 和乐群
联络的平坦性局部对应于水平空间的弗罗贝尼乌斯可积性。在另一个极端，非零曲率表示了联络的和乐群的存在。

## 主丛
对于主G-丛 {\displaystyle E\to B}，每个{\displaystyle x\in E}，令{\displaystyle T_{x}(E)}代表在x的切空间，用 
{\displaystyle V_{x}}代表和纤维相切的铅直子空间。则联络是对{\displaystyle T_{x}(E)}的水平子空间 {\displaystyle H_{x}}的指定，并要满足
1. {\displaystyle T_{x}(E)}是{\displaystyle V_{x}}和{\displaystyle H_{x}}的直和，
2. {\displaystyle H_{x}}的分布在G在E上的作用下不变，也即{\displaystyle H_{ax}=D_{x}(R_{a})H_{x}}对于任何{\displaystyle x\in E}

和{\displaystyle a\in G}成立，这里{\displaystyle D_{x}(R_{a})}代表a在x的群作用的微分。
1. 分布{\displaystyle H_{x}}光滑地依赖于x。

使用射丛 {\displaystyle JE\rightarrow E}可以更加优美地表达这个定义。指定水平空间无非就是指定该射丛的一个光滑截面。
G的单参数子群铅直作用于E上。该作用的微分允许我们可以讲子空间{\displaystyle V_{x}}和G群的李代数g等同起来，譬如通过映射{\displaystyle \iota :V_{x}\to g}。
然后，联络形式就是{\displaystyle E}上的在g中取值的微分形式{\displaystyle \omega }，其定义为{\displaystyle \omega (X)=\iota \circ v(X)} 其中{\displaystyle v}代表在{\displaystyle x\in E}的从{\displaystyle X\in T_{x}}到{\displaystyle V_{x}}的投影，且其核空间为{\displaystyle H_{x}}。
联络形式满足如下两个属性：
- 联络在G作用下等变：{\displaystyle R_{h}^{*}\omega ={\hbox{Ad}}(h^{-1})\omega } 对于所有h∈G成立。
- 联络将铅直向量场映射为相应的李代数的元素：{\displaystyle \omega (X)=\iota (X)}对于所有X∈V成立。

反过来，可以证明这样一个g-值1－形式在一个主丛上产生一个水平分布，满足前面所说的属性。
给定一个局部平凡化，可以将{\displaystyle \omega }（在该平凡化中）简化为水平向量场。它通过拉回在B上定义了一个形式{\displaystyle \omega '}。该形式{\displaystyle \omega '}完全确定了{\displaystyle \omega }，但是它依赖于平凡化的选择。（这个形式经常也称为联络形式并也记为{\displaystyle \omega }。）

## 备注
1. ↑  Ehresmann, C. "Les connexions infinitésimales dans un espace fibré différentiable", Colloque de Toplogie, Bruxelles (1950) 29-55.
2. ↑  这在更一般的情况也成立，这种情况下π:E→M是一个满 浸入: 也即，E是一个M上的纤维化流形。
3. ↑  埃雷斯曼联络的和乐群有时称为埃雷斯曼－瑞布和乐群（Ehresmann-Reeb holonomy）或者叶和乐群，参看瑞布首次使用埃雷斯曼联络研究叶状结构的文章：Reeb, G. Sur Certaines Proprietes Topologiques des Varietes Feuilletees, Herman, Paris, 1952.

## 进阶阅读
- Bott, R. (1970) "Topological obstruction to integrability", Proc. Symp. Pure Math., 16 Amer. Math. Soc., Providence, RI.